# 王望
王望（?—?），字慈卿，琅邪郡（今山东省临沂市）人，东汉人物。

## 生平
王望在会稽客居教书，由议郎转任青州刺史，治政有威名，当时，州郡灾旱，百姓穷荒，王望出外巡视，道路上见到饥饿的人，光着身子走路吃草，五百多人，王望怜悯他们，于是顺便调发巡视地方的布匹粟米，开官仓赈济百姓，供给穷人粮食，为他们制作褐衣。事情解决後上奏，汉明帝以王望先斩后奏，向百官宣布，详议其罪。当时公卿都以为王望擅自行事，法律有规定处罚。钟离意上奏：“原来华元、子反，是楚国、宋国良臣，没有请示国君，擅自使二国和解，《春秋》之义，以为美谈。现在王望心怀仁义不顾罪责，当仁不让，如果绳之以法，忽视他的动机，将违背圣朝爱育百姓的宗旨。”皇帝认为他说得对，对王望赦而不罪。